# Sword Art Online: Lost Song
Sword Art Online: Lost Song (ソードアート・オンライン －ロスト・ソング－?, Sōdo Āto Onrain: -Rosuto Songu-) è un videogioco di ruolo ispirato alla serie Sword Art Online, uscito in esclusiva, come i giochi precedenti, per le piattaforme PlayStation, e successivamente distribuito anche per PC. È il primo ambientato nel mondo di ALfheim Online (ALO), seguito da Accel World Vs. Sword Art Online: Millennium Twilight.
Il gioco prosegue la storia di Sword Art Online: Hollow Fragment, con varie differenze, quindi, rispetto alla trama della serie TV. All'inizio di Lost Song, difatti, Kirito ha già sconfitto Sugō – oltre che Heathcliff – nel mondo di SAO, risvegliandosi insieme ad Asuna dopo aver completato tutti e cento i piani di Aincrad. Egli ha già fatto squadra in SAO con Leafa e Sinon, instaurando un forte legame anche con Philia e Strea. Da pochi mesi – e qui si apre la storia di Lost Song – lui e i suoi amici stanno familiarizzando con il mondo di ALO, dove è in corso un aggiornamento.
A differenza del precedente Hollow Fragment, Lost Song è stato localizzato anche in lingua italiana (mantenendo il doppiaggio in giapponese).

## Trama
Ripresisi fisicamente dopo il risveglio da SAO, Kirito e il suo gruppo di amici superstiti decidono di ritrovarsi per puro divertimento in un nuovo VRMMO, ALfheim Online. La loro attenzione si concentra presto su alcune isole, chiamate Svart ALfheim, che sono state appena aggiunte al gioco e che s'ispirano più che mai alla mitologia norrena. Una grossa gilda, la Shamrock, che raccoglie giocatori appartenenti a razze diverse, sembra avere ottime probabilità di completare per prima Svart ALfheim, anche grazie al carisma della sua musa ispiratrice, una idol dodicenne soprannominata Seven, che nella vita reale è una bambina prodigio, nota come "dottoressa Rainbow", che conduce ricerche sulla realtà virtuale, illustrandone ai media gli aspetti positivi, dopo il clamore suscitato dai crimini di Akihiko Kayaba. Seven è costantemente assediata dai fan e viene spesso scortata da Sumeragi, considerato il più forte giocatore di ALO, che darà del filo da torcere a Kirito.
Kirito e i suoi amici, forti dell'esperienza acquisita in SAO, decidono di provare a completare Svart ALfheim prima della Shamrock. Battaglia dopo battaglia, al gruppo di Kirito si aggiungono Sakuya, la leader delle Silfidi, Alicia Rue, la leader dei Cait Sith, Yūki, che si scopre essere, nella vita reale, una malata di AIDS in stadio avanzato, e Rain "la bugiarda", che risulterà essere la sorella maggiore di Seven. Quest'ultima però non sa di avere una sorella e sta partecipando ad ALO con l'unico e segreto intento di raccogliere dei dati, per dar vita ad un progetto chiamato "Coscienza del Cloud". Sebbene tale progetto non minacci l'incolumità o la libertà dei giocatori, Kirito decide di impedire al piano di Seven di andare in porto, sconfiggendola – dopo che questa aveva sconfitto l'ultimo boss di Svart ALfheim – e facendo sì che lei e Rain tornino ad essere una famiglia. Le due giovani sono infine riconoscenti a Kirito, il quale si impegna, nella vita reale, a studiare la tecnologia della realtà virtuale per contribuire a svilupparne in positivo le enormi potenzialità, nella speranza che Yui possa così diventare davvero figlia sua e di Asuna. Quando tutti gli eventi sembrano conclusi, compare in Svart ALfheim un nuovo boss finale, Lost Song, sconfitto il quale Seven, Rain e anche Sumeragi – che ora fanno insieme parte del team di Kirito – riescono a guardare al futuro con sguardo rinnovato, liberi dai vecchi dubbi.

## Sviluppo
Lo sviluppo del gioco è stato annunciato ufficialmente al Tokyo Game Show il 19 settembre 2014 con il titolo provvisorio di "SAO III". Mentre i predecessori Sword Art Online: Infinity Moment e Hollow Fragment erano stati sviluppati da Aquria, Artdink venne selezionata per sviluppare Lost Song. Per la colonna sonora del gioco, Eir Aoi e Luna Haruna, che hanno eseguito le sigle dell'anime, hanno eseguito i singoli Cynthia no hikari (シンシアの光? lett. "La luce di Cynthia") e Yoru no niji wo koete (夜の虹を越えて? lett. "Oltre l'arcobaleno notturno"), utilizzati rispettivamente come sigle di apertura e di chiusura.

### Marketing e pubblicazione
Quando Sword Art Online: Game Director's Edition  è stato pubblicato in Giappone il 19 novembre, Re: Hollow Fragment, una versione migliorata di Hollow Fragment, è stato fornito in bundle con Lost Song. Re: Hollow Fragment era anche disponibile come download gratuito se i giocatori per chi aveva prenotato Lost Song. Al Dengeki Game Festival 2015, è stato annunciato che Lost Song e God Eater 2, pubblicati anche da Bandai Namco Games, avrebbero avuto contenuto un DLC dell'altro gioco: il 9 aprile, la rivista Dengeki PlayStation ha fornito un codice seriale dei costumi di Kirito e Sinon per God Eater 2, e 14 giorni dopo, ha distribuito un codice dei costumi di Julius e Alisa, personaggi di God Eater 2, per Lost Song. Al Tokyo Game Show 2015, Kuroyukihime, della serie Accel World dell'autrice di Sword Art Online Reki Kawahara, è stato aggiunto come ulteriore personaggio giocabile in Lost Song.
Lost Song è stato pubblicato in Giappone per PS3 e Vita il 26 marzo 2015,  mentre una versione in cinese tradizionale è stata pubblicata il 28 aprile. Una versione sottotitolata in inglese del gioco è stata pubblicata in Asia il 12 maggio, nelle regioni PAL il 13 novembre e in Nord America il 17 novembre.

## Accoglienza
| Testata                                | Versione | Giudizio |
| -------------------------------------- | -------- | -------- |
| Metacritic (media al 18 novembre 2015) | PS4      | 63/100   |
| Metacritic (media al 18 novembre 2015) | Vita     | 70/100   |
| Destructoid                            | -        | 6/10     |
| Famitsū                                | -        | 32/40    |
| Game Revolution                        | -        | 3/5      |
| Hardcore Gamer                         | -        | 3/5      |
| IGN                                    | -        | 6/10     |
| PlayStation LifeStyle                  | -        | 7/10     |

Secondo l'aggregatore di recensioni di videogiochi Metacritic, Sword Art Online: Lost Song ha ricevuto recensioni "miste o medie".  Il giornalista di Destructoid Josh Tolentino ha ritenuto che, come i suoi predecessori, Lost Song fosse pensato per i fan della serie. Ha elogiato il sistema di combattimento in quanto meno dispendioso in termini di tempo rispetto a Hollow Fragment, sebbene abbia criticato i dungeon come insipidi e abbia definito "apatico" il level design. Meghan Sullivan di IGN ha assegnato al gioco un punteggio di 6/10, ritenendo i controlli facili da usare, e ha elogiato il multiplayer, ma ha affermato che i nemici e i dungeon sono ripetitivi e la storia noiosa. Jason Bohn di Hardcore Gamer ha dichiarato che il gioco è stato "ostacolato dalla mancanza di investimenti", sottolineando la mancanza di doppiaggio inglese e la trama raccontata attraverso immagini statiche. PlayStation LifeStyle gli ha assegnato un punteggio di 7 su 10, definendolo "una corsa divertente, leggera e spensierata attraverso il territorio dei giochi di ruolo d'azione".

### Vendite
Entro la prima settimana dalla sua uscita in Giappone, le versioni PS3 e Vita hanno venduto rispettivamente 55 090 e 139 298 copie, per un totale di 194 388 copie vendute. Le vendite delle due versioni sono state rispettivamente la sesta e la seconda per la maggior parte della settimana. I numeri hanno raggiunto i 65 000 (PS3), 177 000 (Vita) e 1 000 (PS4). In un'intervista del gennaio 2016, il produttore Yousuke Futami ha dichiarato che il gioco aveva venduto 100 000 copie in Nord America - 30 000 delle quali scaricate - e 50 000 in Europa.